# Целоживотно учење
Целоживотно учење је „непрекидно, добровољно и самомотивисано“ тражење знања из личних или професионалних разлога. Стога, оно не само да побољшава социјалну укљученост, активно грађанство и лични развој, већ и самоодрживост, као и конкурентност и запошљивост.
У неким контекстима (као што је доживотно учење), термин "целоживотно учење" развио се из израза "доживотни ученици", који је креирао Лесли Воткинс а који је користио и професор Клинт Тејлор који препознаје да учење није ограничено на детињство или учионицу, већ да се одвија током живота и у различитим ситуацијама.
Први институт за целоживотно учење започео је у Новој школи за друштвена истраживања 1962. године као експеримент „учења у пензији“. Касније, након што су сличне групе формиране широм Сједињених Држава, многи су одабрали назив „институт за целоживотно учење“ који ће укључивати и непензионисане особе истог старосног распона.
Током последњих педесет година, сталне научне и технолошке иновације и промене имале су дубоке ефекте на разумевање концепта учења. Учење се више не може поделити на место и време стицања знања (школе) и место и време примене стеченог знања (радно место). Уместо тога, учење се може посматрати као нешто што се одвија у сталној основи наших свакодневних интеракција са другима и са светом око нас. Учење се дешава било у облику учења у формалном образовању, неформалном или информалном учењу.

## Повезаност са теоријом
Две теорије од посебне важности за разматрање целоживотног учења су когнитивизам и конструктивизам. Когнитивизам, пре свега гешталт теорија , говори о учењу као стварању смисла између онога што је старо и онога што је ново. Слично томе, конструктивистичка теорија каже да "знање није пасивно примљено из света или из ауторитативних извора већ је конструисано од стране појединаца или група који су стварали смисао у својим искуствима".Конструктивизам се добро уклапа са целоживотним учењем јер окупља учење из различитих извора, укључујући и животна искуства.

## Економија заснована на знању
Економски утицај образовних институција на свим нивоима остаће значајан јер појединци настављају формално образовање. Институције производе образоване грађане који купују робу и услуге у заједници, а образовне установе и особље генеришу економску активност током оперативних и институционалних активности. Слично здравственим установама, образовне установе су међу водећим послодавцима у многим градовима света. Било да се ради о установама за образовање или образовању на даљину, широм света постоји велики економски утицај од учења, укључујући и целоживотно учење, за све старосне групе. Ученици током целог живота, укључујући особе са академским или професионалним статусима, имају тенденцију да пронађу високо плаћена занимања, остављајући новчане, културне и предузетничке утиске у заједницама
Економска анализа истакла је повећани ниво основног и средњег образовања као кључни покретач дугорочног економског раста. Подаци показују да почетни нивои образовног достигнућа објашњавају отприлике половину разлике у стопама раста између источне Азије и субсахарске Африке између 1965. и 2010. године. На индивидуалном нивоу, знање и вештине које радници стекну кроз образовање и обуку чине их продуктивнијим. Омогућавање квалитетног образовања може побољшати знање и вештине читаве популације изван онога што традиционални или неформални системи могу постићи. За посао, образовани и високо-квалификовани радници подстичу повећање продуктивности и технолошких промена, било иновацијама или имитацијом процеса развијених негде другде. На друштвеном нивоу, проширење образовања помаже изградњу друштвеног и институционалног капитала, што има снажан утицај на инвестициону климу и раст; такође помаже у изградња социјалног поверења, развијање партиципативних друштава, јачање владавине закона и подршка добром управљању.

## Контексти
Иако се овај појам широко користи у разним контекстима, његово значење је често нејасно. Приступ учењу који се може користити за дефинисање целоживотног учења је самообразовање. Постоји неколико утврђених контекста за целоживотно учење изван традиционалног школовања:
- Кућно образовање укључује учење како да се учи или развој нинормалних образаца учења
- Образовање одраслих или стицање формалних квалификација или радних и слободних вештина касније у животу
- Континуирано образовање које често означава допуну квалификације или похађање бесплатних курсева које нуде институције високог образовања
- Институти за целоживотно учење, који похађају групе људи старијих од 50 година које се састају за бесплатно образовање на нивоу колеџа у циљу интелектуалног развоја и стицања друштвеног угледа
- Образовање на послу, који укључује професионални развој и обуку на радном месту
- Подстицајна средина за учење или самоусмерено учење помоћу низа извора и алата, укључујући онлајн апликације

Е-учење је доступно на већини колеџа и универзитета или појединцима који самостално уче. Постоје чак и онлајн курсеви које многе институције нуде бесплатно.
Један нови (током 2008. и касније) израз целоживотног учења је масовни отворени онлајн курс, у којем наставник или тим нуде наставни план и програм за учешће стотина, понекад и хиљада, ученика. Већина ових курсева не нуди типичне "награде" за похађене курсеве, због чега су корисни примери целоживотног учења.

## Нове технологије
Целоживотно учење се дефинише као „активности учења које се подузимају током живота, с циљем побољшања знања, вештина и компетенција у перспективи личне, грађанске, социјалне и/или персепективе запослености“. Често се сматра учењем које се јавља после година проведених у формалном образовању у детињству (где је учење инструктивно - педагошко). То се природно тражи кроз животна искуства јер ученик настоји стећи знање из професионалних или личних разлога. „Знање је резултат комбинације схватања искуства и његове трансформације“.
Концепт целоживотног учења постао је од виталног значаја појавом нових технологија које мењају начин на који примамо и прикупљамо информације, сарађујемо са другима и комуницирамо.

### Помоћна технологија
Како се технологија брзо мења, појединци се морају прилагодити и научити да испуњавају свакодневне потребе. Међутим, током живота могу се променити и функционални капацитети појединца. Помоћна технологија је такође питање од важности које је под окриљем нове технологије и целоживотног учења. Приступ неформалним и формалним могућностима учења за особе са инвалидитетом може да зависи од помоћи ниско и високо-развијене помоћне технологије.

### Веб 2.0
Појава Веб 2.0 има велики потенцијал да подржи целоживотне напоре учења, омогућавајући информално, неформално и свакодневно учење. Стална промена се појављује као нова норма. Да би успеле, организације и појединци морају бити у могућности да се прилагоде и побољшају своје знање и вештине како би задовољили еволуирајуће потребе. То значи да је најважнија ствар коју неко може научити - како научити. Разумевање алата Веб 2.0 је пресудно за праћење променљивог света и експлозије информација.

### Учење на радном месту
Професије обично препознају важност развоја практичара који током целог живота постају полазници. Данас је формална обука тек почетак. Знање се накупља тако великом брзином да свако мора наставити да учи да би био ефикасан. Многе лиценциране професије налажу да њихови чланови и даље уче да би одржавали лиценцу. Рефлексивно учење и критичко размишљање могу помоћи ученику да постане самопоузданији кроз учење како да учи, на тај начин омогућавајући му да лакше усмерава, управља и контролише сопствени процес учења. Сајп је експериментално проучавао „отворене“ наставнике и установио да цене самостално учење, сарадњу, размишљање и изазов; преузимање ризика у учењу доживљавало се као прилика, а не као претња. Данлап и Грабингер кажу да студенти високообразовних институција морају развити способности самоусмеравања, метакогнитивну свест и склоност учењу како би били целоживотни полазници.

## Метакогниција
Иако је проучавање метакогниције првобитно давало увид психолошким едукацијама шта разликује успешне студенте од њихових мање успешних вршњака, све се више користи за информисање наставе која има за циљ да студенте боље упозна са њиховим процесима учења и покаже им како да регулишу те процесе за ефикасније учење током свог живота.
Васпитачи могу користити Упутство о когнитивној стратегији као средство које ће помоћи ученицима да развију своју метакогнитију. Опет, ученици који су боље опремљени да сами креирају стратегије учења имаће више успеха у постизању својих когнитивних циљева.
Како је целоживотно учење „непрекидно, добровољно и самомотивисано“ учење како се учи, односно учење како препознати стратегије учења, те пратити и евалуирати учење, предуслов је за целоживотно учење. Метакогниција је кључни први корак у развоју целоживотног учења.

## Делоров извештај и четири стуба учења
Делоров извештај предложио је интегрисану визију образовања засновану на две кључне парадигме: целоживотно учење и четири стуба учења. У извештају се тврди да формално образовање има тенденцију да наглашава стицање знања на штету других врста учења које су од суштинског значаја за одржавање људског развоја. Наглашена је потреба да се размишља о учењу током животног пута и да се позабави како свако може развити релевантне вештине, знања и ставове за рад, грађанство и самоактуализацију. Четири стуба учења су:
- Учити знати
- Учити радити
- Учити бити
- Учити живети заједно

Важно је напоменути да су четири стуба учења била предвиђена на позадини појма „целоживотно учење“, што је само прилагођавање концепта „целоживотног образовања“ које је првобитно концептуализовано у Форовој публикацији из 1972. године Учити бити.

## У пракси
"Универзитети за треће доба" дају пример готово спонтаног настанка аутономних група за учење које приступају експертизи својих чланова у потрази за знањем и заједничким искуством. Не постоје претходне квалификације и никакви каснији сертификати у овом приступу учењу да се буде и, како учесници сведоче, ангажовање у овој врсти учења у каснијем животу заиста може „продужити активан живот“.
Понекад целоживотно учење има за циљ да пружи образовне могућности изван стандардних образовних система - што може бити исплативо, ако је уопште доступно. С друге стране, на бројним универзитетима постоје формалне административне јединице посвећене овој дисциплини. На пример, „Академија за целоживотно учење“ је административна јединица у оквиру универзитетске јединице „Професионалне и континуиране студије“ на Универзитету у Делверу. Други пример је „Јагелонско универзитетско проширење”, који је један од најбољих пољских центара за целоживотно учење (отворено учење, организационо учење, учење у заједници.
У Канади, Владин план целоживотног учења омогућава становницима Канаде да повуку средства из свог Регистрованог плана пензијске штедње како би се омогућило плаћање целоживотног учења, али средства се могу користити само за формалне програме учења у одређеним образовним установама.
Приоритети за целоживотно учење имају различите приоритете у различитим земљама, неки стављају већи нагласак на економски развој (према економији који учи), а неки на друштвени развој (према друштву које учи). На пример, политике Кине, Републике Кореје, Сингапура и Малезије промовишу целоживотно учење у перспективи развоја људских ресурса.